# كروات
كروات (بالكرواتيَّة: Hrvat) هم أمة ومجموعة عرقية سلافية جنوبيَّة الأصلية لكرواتيا. ويعيش الكروات أساساً في كرواتيا والبوسنة والهرسك، لكنهم أيضاً أقليات معترف بها في بلدان مثل النمسا وجمهورية التشيك وألمانيا والمجر وإيطاليا والجبل الأسود ورومانيا وصربيا وسلوفاكيا وسلوفينيا.
لأسباب سياسية واجتماعية واقتصادية، هاجر الكثير من الكروات إلى أمريكا الشمالية والجنوبية (الأرجنتين، وتشيلي، وباراغواي) وكذلك إلى أستراليا ونيوزيلندا، مما أسفر عن ظهور شتات كرواتي بارز في أعقاب الحرب العالمية الثانية، بمساعدة شعبية من المجتمعات السابقة والكنيسة الرومانية الكاثوليكية.
معظم الكروات هم من أتباع الكنيسة الرومانية الكاثوليكية. اللغة الكرواتية هي اللغة الرسمية في كرواتيا والبوسنة والهرسك، وكذلك في الاتحاد الأوروبي، وهي لغة أقلية معترف بها في المجتمعات والأقليات الكروتية المقيمة في الجبل الأسود، النمسا (بورغنلاند)، وإيطاليا (موليزي)، ورومانيا (كارايوفا، ولوباك)، وصربيا (فويفودينا).

## الثقافة

### العمارة والفنون
تعكس الأنماط المعمارية في كرواتيا التأثيرات السائدة في البلدان المجاورة، فيظهر التأثير النمساوي والمجري في المباني والأماكن العامة في المناطق الشمالية والوسطى من البلاد، أمَّا النمط المعماري المنتشر على طول سواحل دالماسيا وإستريا فيتميز بتأثره بالعمارة الفينيشية. تحمل الساحات العامة الكبيرة في كرواتيا أسماء أبطال التراث، في حين أن المنتزهات المجذبة أشجارها بعناية والمناطق المخصصة للمشاة حصراً فتمثل أحد السمات التي تمتاز بها البلدات والمدن الكرواتية القديمة ولا سيما في المناطق التي طُبِّق فيها التخطيط العمراني واسع النطاق على الطراز الباروكي كما في مدينتيّ فاراجدين وكارلوفاتش. وينعكس التأثير اللاحق لعمارة الفن الجديد في العمارة الكرواتية المعاصرة. يبرز على طول الساحل النمط المعماري المتوسطيّ والذي يتأثر ويتداخل إلى حد كبير مع العمارة الفينيشية والنهضوية في المناطق الحضرية الكبرى متمثلاً بأعمال جورجيو دا سيبينيكو ونيكولو فيورنتينو على غرار كاتدرائية القديس يعقوب في شيبينيك. تعود أقدم الصروح المعمارية الكرواتية الباقية إلى كنائس القرن التاسع ميلادي حيث تعدّ كنيسة القديس دوناتوس أكبر هذه الكنائس وأكثرها رمزية.
لكرواتيا تاريخ طويل على صعيد الفنون يعود للعصور الوسطى، فخلال تلك الفترة صنع النحّات رادوفان البوابة الحجرية لكاتدرائية تروغير في تروغير لتمثل أهم نصب للنحت الرومانسكي في كرواتيا. كان لعصر النهضة التأثير الأكبر على المناطق الواقعة على ساحل البحر الأدرياتيكي نتيجة دخول باقي كرواتيا في حرب المئة عام الكرواتية العثمانية. وازدهرت الفنون خلال الحقبة الباروكية والروكوكو مع انحسار الحكم العثماني للبلاد. وظهر الكثير من الفنانين الكرواتيين مع حلول القرن التاسع عشر والعشرين بمساعدة ودعم الكثير من رعاة الفنون. وحقق العديد من الفنانين الكرواتيين نجاحاً عالمياً مثل فلاهو بوكوفاتس وإيفان ميستروفيتش.
إن لوح باشكا وهو عبارة عن لوح حجري منقوش عليه بالغلاغوليتسية عُثر عليه في جزيرة كرك ويعود لحوالي عام 1100 يعدّ أقدم أثر أدبيّ نثريّ وصلنا باللغة الكرواتية.

## اللغة
يتحدث الكروات بشكل رئيسي اللغة الكرواتية، وهي لهجة سلافية جنوبية تنتمي إلى المجموعة الفرعية السلافية الجنوبية الغربية. تُعتبر الكرواتية القياسية إحدى التنويعات المعيارية للصربوكرواتية، وهي مفهومة بشكل متبادل مع المعايير الوطنية الثلاثة الأخرى: الصربية والبوسنية والمونتنغرية (لغة الجبل الأسود)، حيث تستند جميعها إلى لهجة اشتوكافيان (Shtokavian).
إلى جانب اشتوكافيان، يتحدث الكرواتيون على الساحل الأدرياتيكي لهجة تشاكافيان (Chakavian)، بينما يتحدث كرواتيو شمال غرب كرواتيا القاري لهجة كايكافيان (Kajkavian). ظهرت النصوص المكتوبة باللهجة التشاكافية لأول مرة في القرن الثالث عشر، بينما ظهرت نصوص اشتوكافية بعد قرن من ذلك. بدأ تقنين اللغة في فترة تُعرف أحيانًا بـ«السلافية الباروكية» خلال النصف الأول من القرن السابع عشر، بينما يرجع بعض المؤلفين ذلك إلى أواخر القرن الخامس عشر. أما المعيار الحديث لنيواشتوكافيان (Neo-Shtokavian)، الذي ظهر في منتصف القرن الثامن عشر، فكان أول معيار موحد للغة الكرواتية. تُكتب الكرواتية باستخدام الأبجدية اللاتينية وفقًا لنظام غاي (Gaj's Latin alphabet).
يمكن تتبع بدايات الكتابة الكرواتية إلى القرن التاسع، عندما تم اعتماد اللغة السلافية الكنسية القديمة كلغة للصلوات الإلهية (قداس القديس يوحنا الذهبي الفم وقداس القديس باسيليوس). تكيّفت هذه اللغة تدريجيًا لتلائم الأغراض غير الطقسية، وأصبحت تُعرف بالنسخة الكرواتية من اللغة السلافية القديمة. استمر استخدام النسختين الطقسية وغير الطقسية في خدمة الغلاغوليتسا حتى منتصف القرن التاسع عشر. أقدم النصوص المعروفة بالسلافية الكنسية الكرواتية المكتوبة بالغلاغوليتسا هي «مخطوطات فيينا» (Vienna Folios) التي تعود إلى أواخر القرن الحادي عشر وأوائل القرن الثاني عشر. حتى نهاية القرن الحادي عشر، كانت النصوص الكرواتية في العصور الوسطى تُكتب بثلاثة أنظمة كتابة: اللاتينية والغلاغوليتسا والسيريلية وبثلاث لغات: الكرواتية واللاتينية والسلافية القديمة. تطورت الأخيرة إلى ما يُعرف بالنسخة الكرواتية من السلافية الكنسية بين القرنين الثاني عشر والسادس عشر.
أهم معلم مبكر للأدب الكرواتي هو «لوح باشكا» (Baška tablet) من أواخر القرن الحادي عشر، وهو لوح حجري كبير تم العثور عليه في كنيسة القديسة لوسي في جوراندفور، على جزيرة كرك الكرواتية. يحتوي النص المكتوب بشكل رئيسي باللهجة التشاكافية، وهي اليوم لهجة كرواتية، باستخدام الخط الغلاغولي الزاوي الخاص باشتوكافيان. يذكر النص الملك زفونيمير، ملك كرواتيا في ذلك الوقت. مع ذلك، فإن النصوص الفاخرة والمزخرفة المكتوبة بالسلافية الكنسية الكرواتية تعود إلى فترة لاحقة، حيث تزامنت مع الأدب الكرواتي العامي. من أبرزها «القداس الخاص بدوق نوفاك» من منطقة ليكا في شمال غرب كرواتيا (1368)، و«إنجيل ريمس» (1395، نسبة إلى المدينة التي كانت وجهته النهائية)، و«قداس هرڤويه» من البوسنة وسبليت في دالماسيا (1404)، وأول كتاب مطبوع باللغة الكرواتية، وهو «قداس روماني غلاغوليتي» (Missale Romanum Glagolitice) (1483).
في القرن الثالث عشر، بدأت النصوص الكرواتية العامية في الظهور، ومن أهمها «المسح الأرضي الإيستري» (Istrian Land Survey) عام 1275، و«قانون فينودول» (Vinodol Codex) عام 1288، وكلاهما مكتوب باللهجة التشاكافية. ظهرت الأدبيات باللهجة الاشتوكافية، التي استندت بشكل شبه حصري على نصوص تشاكافية الأصل ذات طابع ديني (مثل القداسات والكتب الدينية وكتب الصلاة)، بعد قرن تقريبًا. أهم نص مكتوب بالكامل باللهجة الاشتوكافية هو «كتاب الصلاة الكرواتي الفاتيكاني» (Vatican Croatian Prayer Book) نحو عام 1400.

## معرض صور

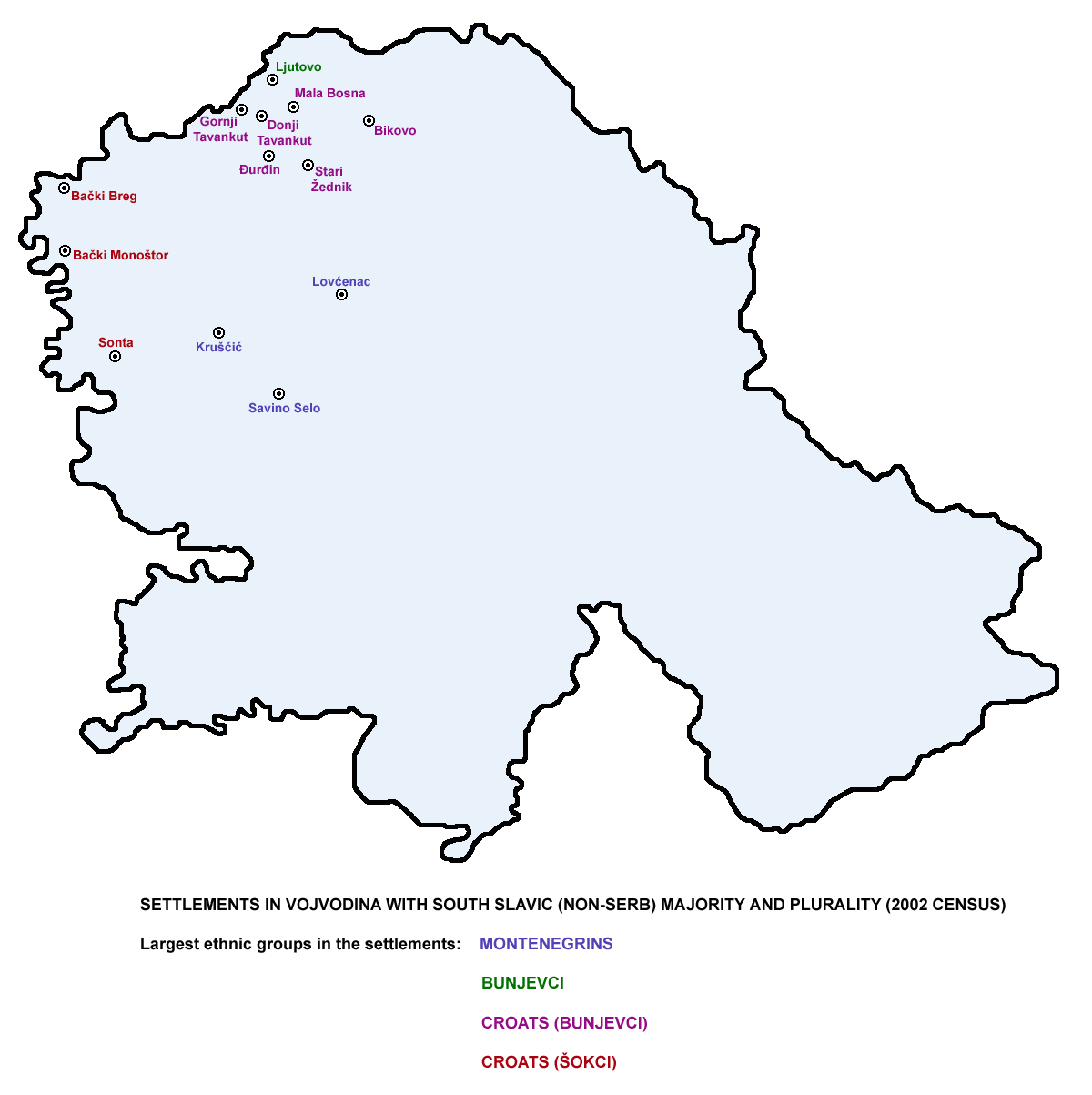
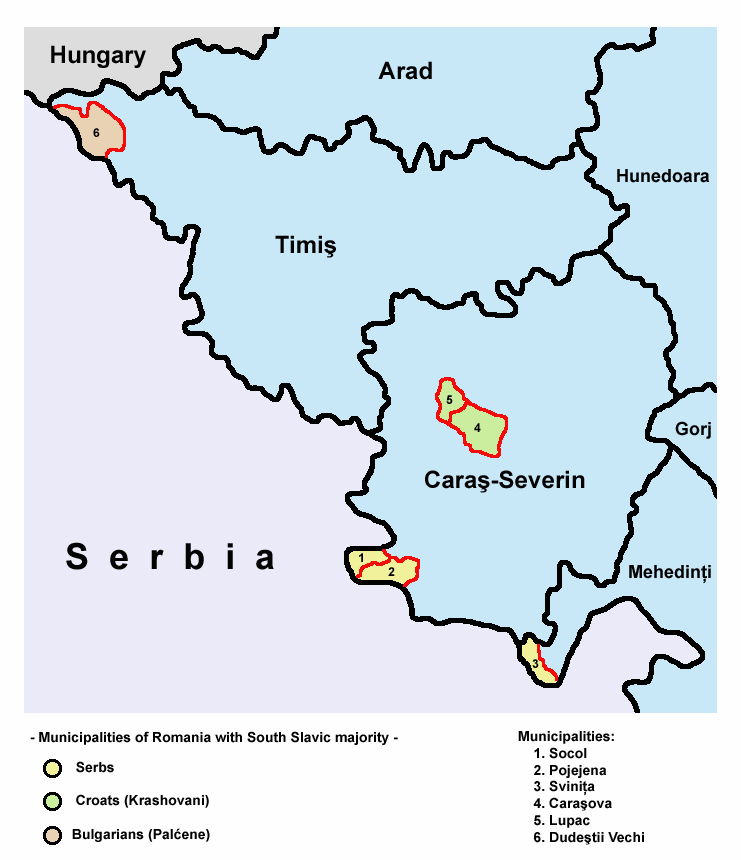
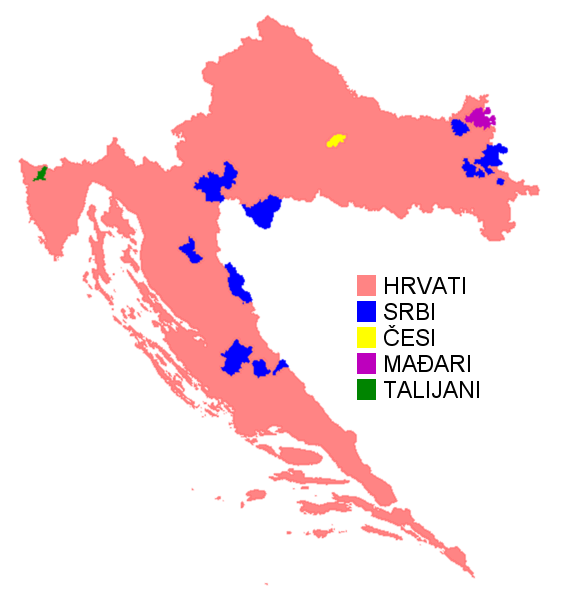